# Немец, Петр
Петр Не́мец (чеш. Petr Němec; род. 7 июня 1957, Острава) — чехословацкий и чешский футболист, бывший главный тренер польского клуба «Котвица». Олимпийский чемпион 1980 года.

## Карьера игрока

### Клубная
В молодости выступал за любительские клубы Остравы: «Баник» из городского района Гержманице и основной «Баник». Карьеру же начал на военной службе в таборской «Дукле»; в 1977 году перешёл в остравский клуб и играл в нём до 1986 года. На счету Немца 188 матчей и 33 гола. Завершил карьеру в 1987 году, проведя один сезон в клубе «Скло Унион» из Теплице (ныне клуб носит имя города).

### В сборной
В составе сборной Чехословакии отправился на Олимпиаду в Москве. Провёл три игры, в двух из которых выходил на замену. Сама же сборная Чехословакии, набрав 4 очка в группе, с первого места вышла в плей-офф турнира и выиграла золотые медали, победив в финале восточных немцев со счётом 1:0; в том же году стал бронзовым призёром чемпионата Европы. В следующем году Немец провёл ещё пять игр в основной сборной с 24 марта по 23 сентября.

## Карьера тренера
С 2001 года работает в Польше. Тренировал клубы «Шлёнск», «Видзев», «Островец-Свентокшиски», «Медзь», «Флота», «Арка», «Одра», а сейчас работает в «Варте».

## Титулы

### В клубах
- Чемпион Чехословакии: 1979/1980 и 1980/1981
- Победитель Кубка Чехословакии: 1978

### В сборной
- Олимпийский чемпион: 1980
- Бронзовый призёр чемпионата Европы: 1980